# Liste der Biografien/0–9
Liste der Biografien |
Portal Biografien |
Personensuche
# |
A |
B |
C |
D |
E |
F |
G |
H |
I |
J |
K |
L |
M |
N |
O |
P |
Q |
R |
S |
T |
U |
V |
W |
X |
Y |
Z |
?
Die Liste der Biografien führt alle Personen auf, die in der deutschsprachigen Wikipedia einen Artikel haben. Dieses ist eine Teilliste mit 33 Einträgen von Personen, deren Namen mit Ziffern beginnt.

## 0–9

### 0
- 03 Greedo (* 1987), amerikanischer Rapper, Sänger, Songwriter und Produzent
- 070 Shake (* 1997), US-amerikanische Rapperin

### 1
- 1.Cuz (* 1997), schwedischer Rapper
- 10. Jebtsundamba Khutukhtu (* 2015), 10. Reinkarnation der bedeutendsten mongolischen Reinkarnationslinie des tibetischen Buddhismus
- 10foot, britischer Graffiti-Sprayer
- 12 Finger Dan (* 1978), rumänisch-deutscher DJ und Musikproduzent
- 12th Planet (* 1982), US-amerikanischer DJ und Musikproduzent
- 1788-L (* 1988), US-amerikanischer Musikproduzent
- 18 Karat (* 1985), portugiesischer Rapper
- 1986zig, deutscher Pop-Sänger und Songwriter

### 2
- 2 Chainz (* 1977), US-amerikanischer Rapper
- 2 Pistols (* 1983), US-amerikanischer Rapper
- 21 Savage (* 1992), britischer Rapper21 Savage (* 1992)

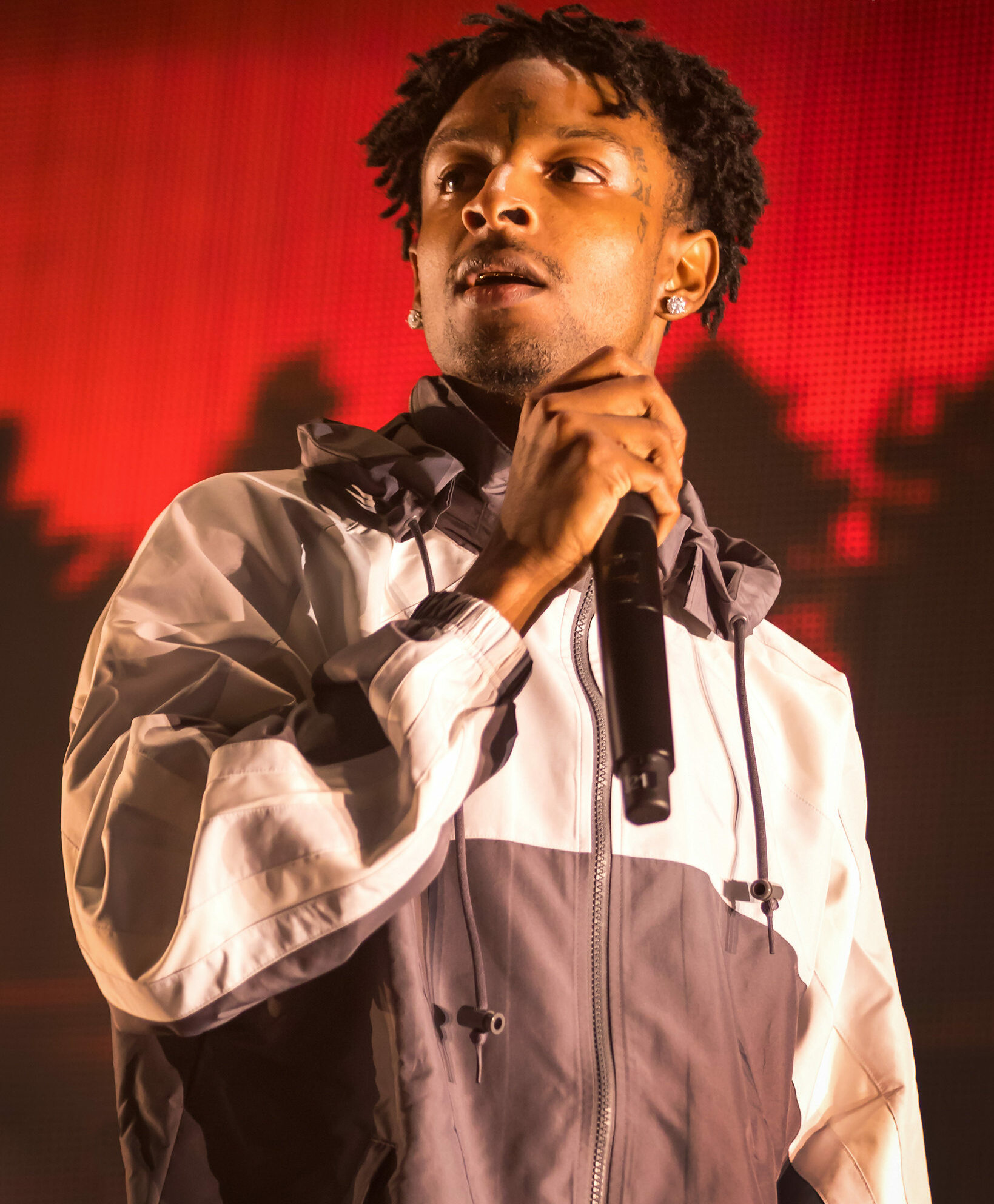
21 Savage (* 1992)

- 24kGoldn (* 2000), US-amerikanischer Rapper, Sänger und Songwriter
- 2Baba (* 1976), nigerianischer Hip-Hop-Musiker
- 2hollis (* 2004), US-amerikanischer Sänger, Rapper und Musikproduzent
- 2lade, deutscher Rapper
- 2xC (* 1982), deutscher Medienkünstler, DJ und Turntablist

### 3
- 347aidan (* 2003), kanadischer Rapper
- 360 (* 1986), australischer Rapper
- 386 DX (* 1963), russischer Medienkünstler
- 3LAU (* 1991), amerikanischer DJ und Produzent im Bereich Progressive House und Electro House
- 3phase (* 1965), deutscher Musiker und Musikproduzent
- 3Plusss (* 1991), deutscher Rapper

### 4
- 40 Glocc (* 1979), US-amerikanischer Rapper
- 4000 (* 1963), deutscher Maler
- 4tune (* 1988), deutscher Rapper und Battlerap-Künstler

### 5
- 50 Cent (* 1975), US-amerikanischer Rapper50 Cent (* 1975)

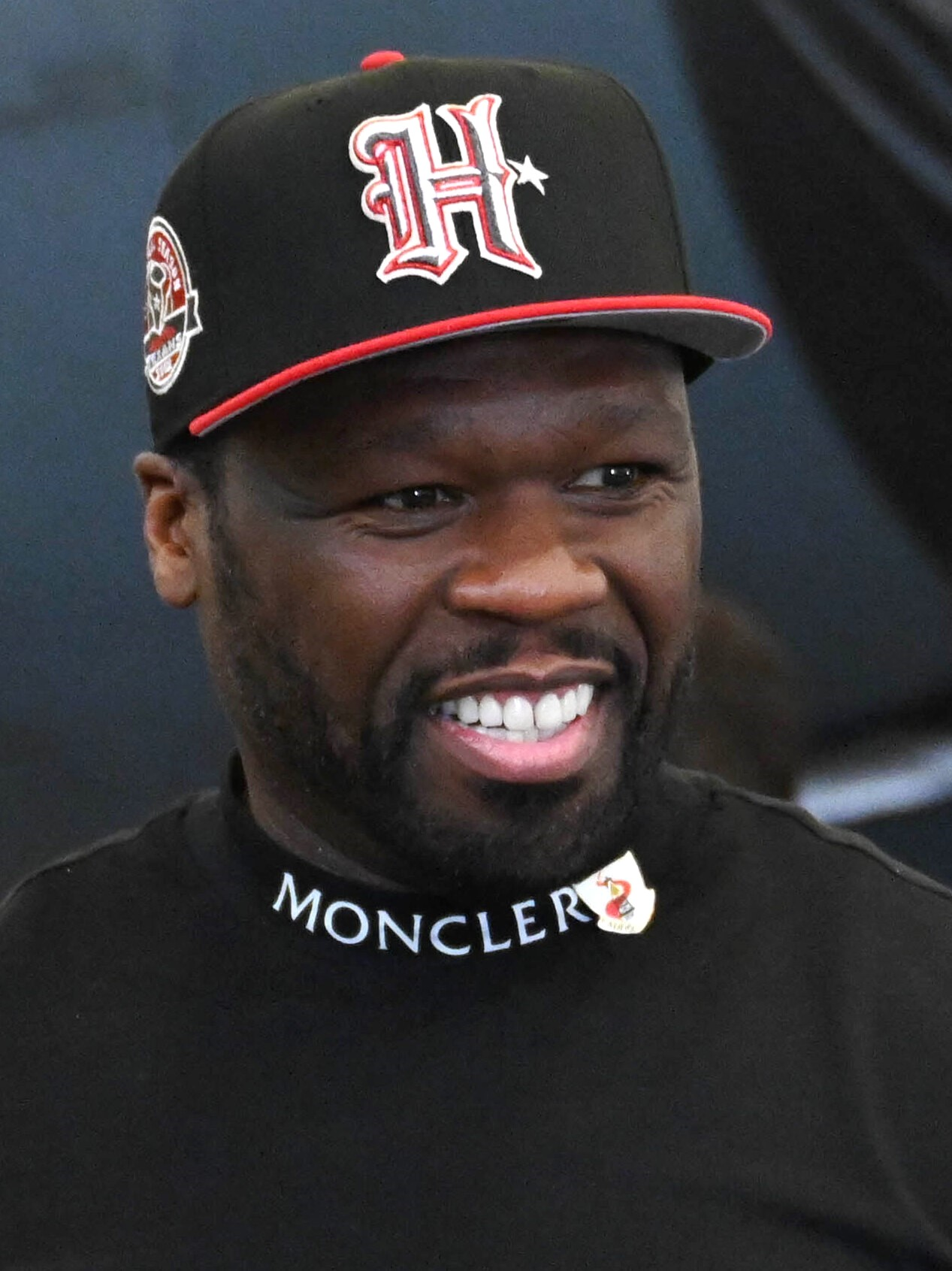
50 Cent (* 1975)

### 6
- 6ix9ine (* 1996), US-amerikanischer Rapper
- 6lack (* 1992), amerikanischer Rapper, Sänger und Songwriter

### 7
- 7inch (* 1983), deutscher Musikproduzent und Komponist
- 7Ray, österreichischer Musiker

### 9
- 9th Wonder (* 1975), US-amerikanischer Hip-Hop-Produzent